# Za każdy uśmiech
Za każdy uśmiech – drugi studyjny album Anny Jantar. Wydany w 1976 roku winyl stał się kolejnym wielkim hitem w dorobku Anny, zdobywając w 1977 miano „Złotej Płyty”.

## Lista utworów
| 1.  | „Mój, tylko mój” (A. Bianusz/J. Kukulski)                                  | 3:01  |
|     |                                                                            |       |
| 2.  | „Dzień nadziei” (W. Młynarski/J. Kukulski)                                 | 3:57  |
|     |                                                                            |       |
| 3.  | „Gdzie nie spojrzę - ty” (A. Kuryło/A. Kopff)                              | 2:17  |
|     |                                                                            |       |
| 4.  | „Mój każdy dzień jest twoim dniem” (A. Kuryło/R. Poznakowski)              | 4:11  |
|     |                                                                            |       |
| 5.  | „Dzień bez happy endu” (J. Kondratowicz/J. Kukulski)                       | 2:37  |
|     |                                                                            |       |
| 6.  | „Za każdy uśmiech” (L. Konopiński/J. Kukulski)                             | 3:06  |
|     |                                                                            |       |
| 7.  | „Staruszek świat” (J. Kleyny/W. Trzciński)                                 | 3:30  |
|     |                                                                            |       |
| 8.  | „Mamy dla siebie - siebie” (J. Kondratowicz/M. Zimiński)                   | 4:22  |
|     |                                                                            |       |
| 9.  | „Będzie dość” (H. Kołaczkowska/A. Kopff)                                   | 3:21  |
|     |                                                                            |       |
| 10. | „Tak wiele jest radości” (J. Korczakowski/A. Skorupka)                     | 4:19  |
|     |                                                                            |       |
| 11. | „Biały wiersz od ciebie” (A. Atem/R. Surmacewicz/J. Kukulski/W. Trzciński) | 3:36  |
|     |                                                                            |       |
|     |                                                                            | 38:17 |
|     |                                                                            |       |

## Skład
- Anna Jantar – śpiew
- Orkiestra pod dyr. Jarosława Kukulskiego
- Alibabki – grupa wokalna
- Jacek Złotkowski – reżyser nagrania
- Michał Gola – operator dźwięku
- Marek Karewicz – projekt graf. i foto